# Wes Borland

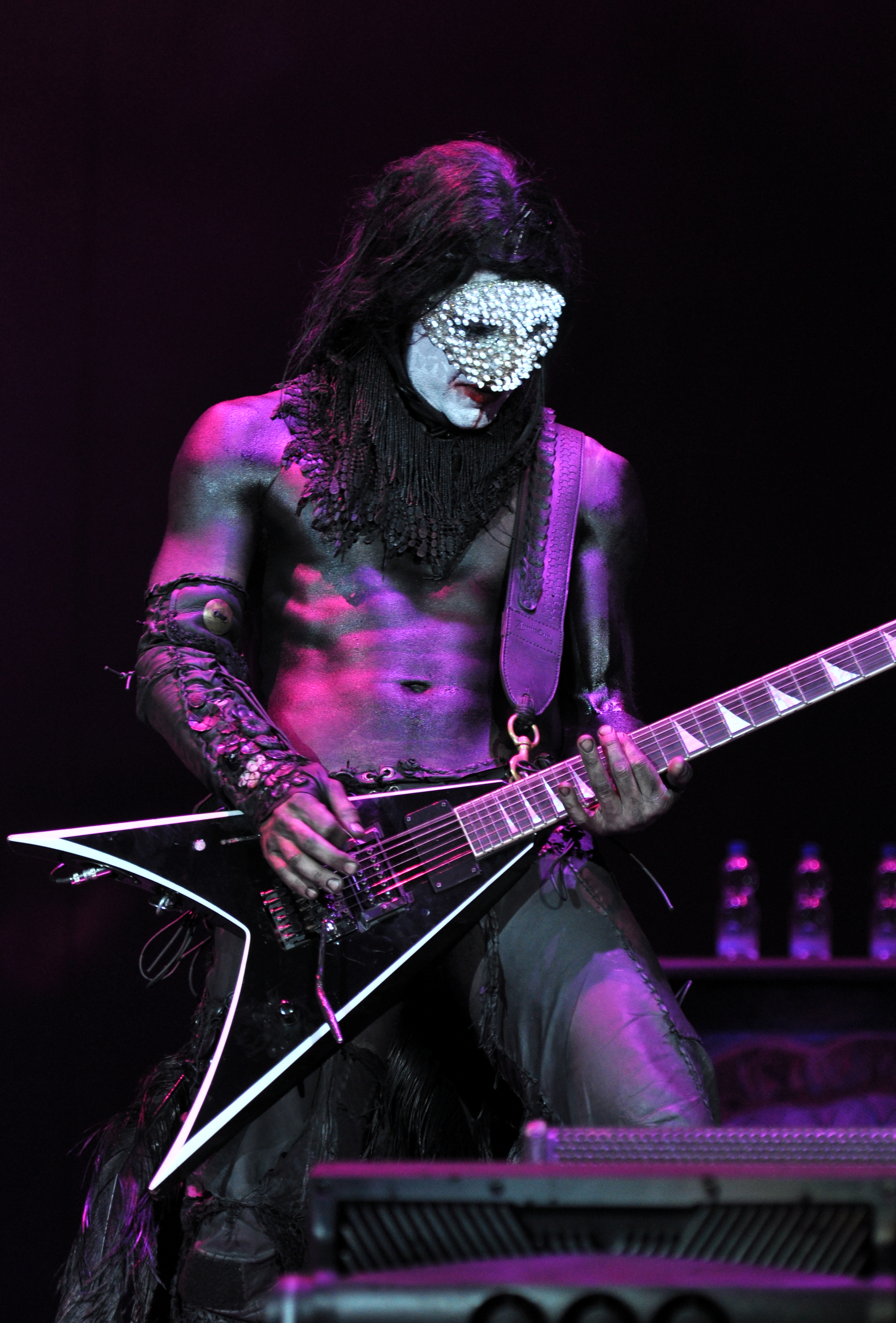
Wes Borland mit Limp Bizkit beim Rock am Ring 2013

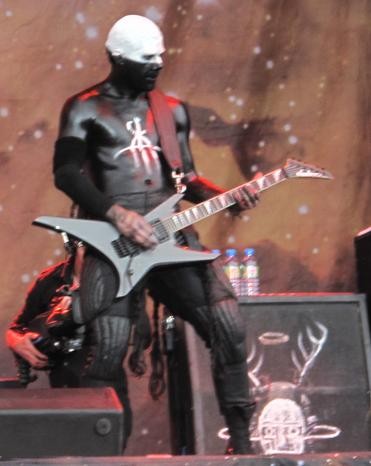
Wes Borland (2011)

Wesley „Wes“ Louden Borland (* 7. Februar 1975 in Richmond, Virginia) ist ein US-amerikanischer Musiker. Bekanntheit erlangte er als Gitarrist der Nu-Metal- und Rap-Metal-Band Limp Bizkit.

## Leben und Karriere
Auf der Bühne zeigt sich Borland exzentrisch und tritt in verschiedenen Verkleidungen auf. Ein optisches Markenzeichen sind seine schwarzen Kontaktlinsen. Der Multiinstrumentalist gilt neben Fred Durst als Aushängeschild Limp Bizkits.
Seine ersten musikalischen Schritte unternahm Borland während seiner Highschoolzeit mit der Band Goatslayer, welche noch bis heute unter dem Namen Big Dumb Face als Nebenprojekt existiert. 1994 war er Mitbegründer der Gruppe Limp Bizkit, die in den folgenden Jahren große Erfolge verzeichnen konnten. Nach drei veröffentlichten Alben verließ Borland die Band am 12. Oktober 2001. Laut eigenen Aussagen fühlte sich der Gitarrist in dem von Limp Bizkit mitdefinierten Musikgenre Nu Metal nicht mehr wohl und wollte seiner Experimentierfreudigkeit mehr Freiheit lassen. Seine künstlerischen Visionen versuchte er unter anderem in seiner nächsten Band Eat The Day auszuleben, jedoch brachten Eat The Day nie ein Debütalbum heraus, da die Suche nach einer Frontsängerin scheiterte.
Im August 2004 kehrte Borland unerwartet zu Limp Bizkit zurück und übernahm dort den Posten, den zuvor Mike Smith (Ex-Snot) für ein Jahr übergangsweise innehatte. Noch vor der Pressemitteilung über diese neuerliche Entwicklung wurden auf der offiziellen Webpräsenz erste Bilder der Band in Ursprungsbesetzung beim Proben zum Betrachten bereitgestellt, Spekulationen über die Rückkehr Borlands zu Limp Bizkit gingen innerhalb kürzester Zeit weltweit durch die Presse. Fans zeigten sich mehrheitlich sehr erwartungsfroh dieser Mitteilung gegenüber, da Borland seit Gründung der Band am kreativen Entstehungsprozess der Songs einen großen Anteil hatte und sein außergewöhnlicher Gitarrenstil den Sound Limp Bizkits stark mitbestimmte.
Im Jahr 2005 gründete Borland die Band Black Light Burns. Aufgrund persönlicher Differenzen mit Fred Durst und seines neuen Projektes stieg er daraufhin ein zweites Mal bei Limp Bizkit aus.
Der Gitarren- und Keyboardhersteller Yamaha hat 2006 Wes Borland eine eigene Signature-Semiacoustic-Gitarre, die Yamaha CV820WB, nach seinen Wünschen auf den Leib geschneidert.
Mitte 2008 gab Marilyn Manson auf einer Pressekonferenz bekannt, dass Wes Borland ab sofort bei Konzerten die Gitarre in seiner Band spielen wird.
Im Februar 2009 gaben Fred Durst und Wes Borland bekannt, dass Limp Bizkit wieder in Originalbesetzung spielen wird.
Borland veröffentlichte am 3. Mai 2016 sein instrumentales Soloalbum Crystal Machete auf seinem eigenen Plattenlabel Edison Sound.
Am 6. Dezember 2020 folgte sein 2. Soloalbum The Astral Hand auf dem Label Flying Head.

## Privat
Wesley „Wes“ Borland ist dreimal geschieden. Zuletzt war er mit der Musikerin Carré Callaway liiert. Sein Bruder Scott Borland ist ebenfalls Musiker, mit dem Fokus auf Filmmusik und Sounddesign.

## Sonstige Aktivitäten
Borland ist bildender Künstler und ist zum größten Teil für das Artwork der Limp-Bizkit-Alben zuständig.

## Diskografie
Solo
- 2016: Crystal Machete
- 2020: The Astral Hand
- 2023: Mutiny on the Starbarge

mit Limp Bizkit
→ Siehe auch: Limp Bizkit/Diskografie
- 1997: Three Dollar Bill, Yall$
- 1999: Significant Other
- 2000: Chocolate Starfish and the Hot Dog Flavored Water
- 2005: The Unquestionable Truth (Part 1)
- 2011: Gold Cobra
- 2021: Still Sucks

mit Big Dumb Face
→ Siehe auch: Big Dumb Face#Diskografie
- 2000: Big Dumb Metal EP
- 2001: Duke Lion Fights The Terror!!

mit Black Light Burns
→ Siehe auch: Black Light Burns#Diskografie
- 2007: Cruel Melody
- 2008: Cover Your Heart / The Anvil Pants Odyssey
- 2012: The Moment You Realize You’re Going to Fall
- 2013: Lotus Island